# Халідський емірат
Халідський емірат  — держава на Аравійському півострові, яка існувала з 1669 до 1796 і 1818 до 1830 року. Вела запеклі війни з Османською імперією та Дірійським еміратом. Знищено еміратом Неджд.

## Історія
1524 року після внаслідок внутрішнього кризи, поразок у протистоянні з Португалією відбувся розпад Джабридського емірату на низку володінь. При цьому владу в Ель-Хасі отримала плем'я бану-мунтафік, що було суперником племені бану-джабр (з племінного союзу бану-халід). 1552 року шейхи бану-мунтафік практично без спротиву підкорилися Османській імперії. В результаті в Ель-Хасі та Катарі було створено еялет Лахса.
З 1570-х років шейхи бану-халіда постійно протистояли османським пашам, які водночас намагалися витіснити португальців з Перської затоки. 1581 року перські війська захопили еялет, що погіршило економічне становище Лахси. Невдовзі еялет поринув у постійнні повстання й не лише бану-халід. В свою чергу з 1590-х років османський уряд впровадив практику призначення на посади в еялеті шейхів племен з союзу бану-халід, що на деякий час послабило протистояння.
Внаслідок загальної кризи в Османській імперії у 1640-х роках її позиції в лахси послабилися. Цим скористався Барак ібн Гурайр, шейх племені аль-хумейда з союзу бану-халід, що почав повстання проти османів. 1669 року оголосив себе еміром, а 1670 року звільнив від загарбників Лахсу.
В подальшому еміри поширили свою владу на півострів Катар та частину Оману (сучасні ОАЕ). Також в залежності опинилися еміри та шейхи Східного Неджду. Так, у 1744 році халідський емір Сулейман наказав еміру Уяйни вигнати проповідника Мухаммеда ібн Абд аль-Ваххаба, який перебрався до Дірійського емірата, вступивши в союз з Мухаммадом ібн Саудом.
Разом з тим у 1752 або 1756 році Халідський емірат визнав незалежність шейха Сабаха I бін Джабіра, що став першим володарем Кувейту. Причини цього незрозумілі. Можливо емір Ураяр ібн Даджин розглядав Кувейт як буферну державу з Османською імперією.
У 1763 року починаються збройні конфлікти з Дірійським еміратом, але вони були відбиті військами халідського емірату. Водночас емір Ураяр ібн Даджин починає зближення з багдадським пашою Омаром, якийвстановив зверхність над бану-мунтафік. У 1789 році Халідський емірат зазнав поразки, а Дувайхіс ібн Ураяр вимушен був тікати. Втім війна діірйців проти шаріфа Мекки змусила еміра Абдул-Азіза ібн Мухаммада 1790 року виступити проти Хіджазу. В результаті Дувайхіс повернув втрачені землі. Водночас було відновлено союз з багдадським пашою (на той час ним був Буюк Сулейман).
1792 року війна з Дірійським еміратом поновилася. Вона тривала до 1795 року, коли емір Барак ібн Абдул-Мухсін Ас-Садах зазнав ніщивної поразки, втративши усі володіння 1796 року. Землі Халідського емірату було приєднано до Дірійського. Всі мавзолеї та інші святині шиїтів Ель-Хаси були зруйновані, у всі оази були послані ваххабітські улеми. Втім боротьба колишнього халідського еміра тривала. 1797 року в союзі з племен бану-мунтафік він виступив проти Дірійського емірату, але знову зазнав поразки.
Члени правлячої династії знайшли прихисток в Багдаді. 1818 року єгипетське військо Ібрагіма-паши знищила діірйський емірат. Цим вирішили скористатися родичі Барака ібн Абул-Мухсіна — Маджид і Мухаммед ібн Ураяр, що за підтримки Дауд-паши відновили Халідський емірат (відомий також як Другий Халідський емірат). Втім його становище було гіршим, ніж того того, оскільки він опинився під зверхністю багдадського паши. Водночас довелося воювати проти племен аль-аджман, давасір та аль-субай.

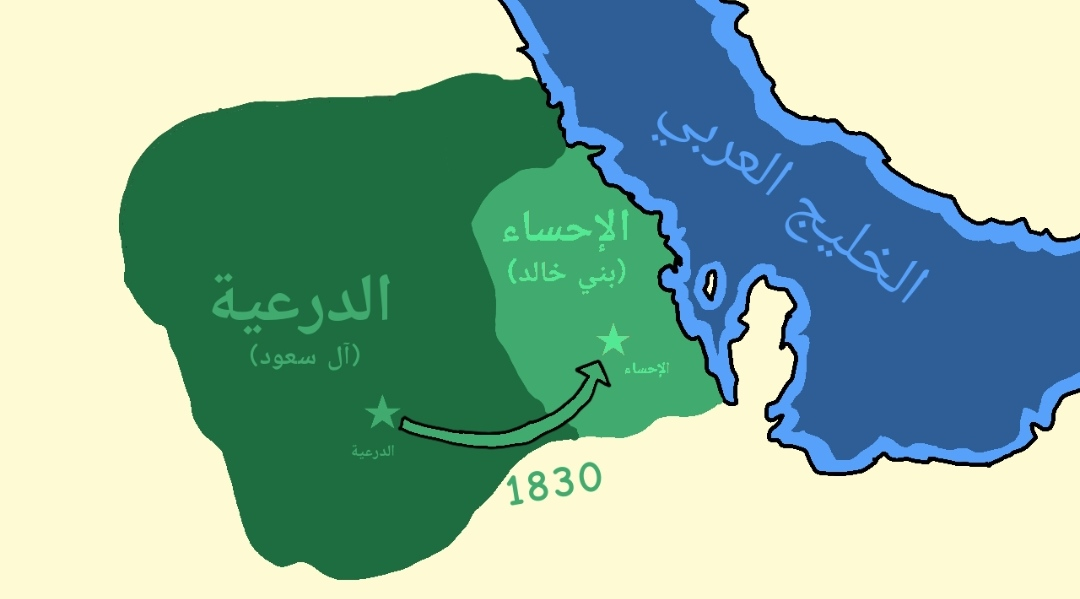
Вторгнення емірату Неджд (темнозеленого кольору) до Халідського емірату (світлозеленого кольору)

1820 року через складності Дауд-паши вдалося позбавитися його залежності. Халідський емірат знову намагався боротися за панування в Східній Аравії, оскільки емірат Неджду зазнав поразки від Єгипту. Втім з відновленням у 1824 році потуги еміра Туркі ібн Абдуллаха починаються з ним війни, внаслідок чого 1830 року Халідський емірат зазнав повної поразки й припинив існування. Члени правлячої династії втекли до Басри, під османський захист.

## Територія
Охоплював область Ель-Хаса, півострів Катар, західну частину так званого Договірного Оману. В часи піднесення (1680—1720 роки) під впливом перебувала значна частину Неджду.

## Економіка

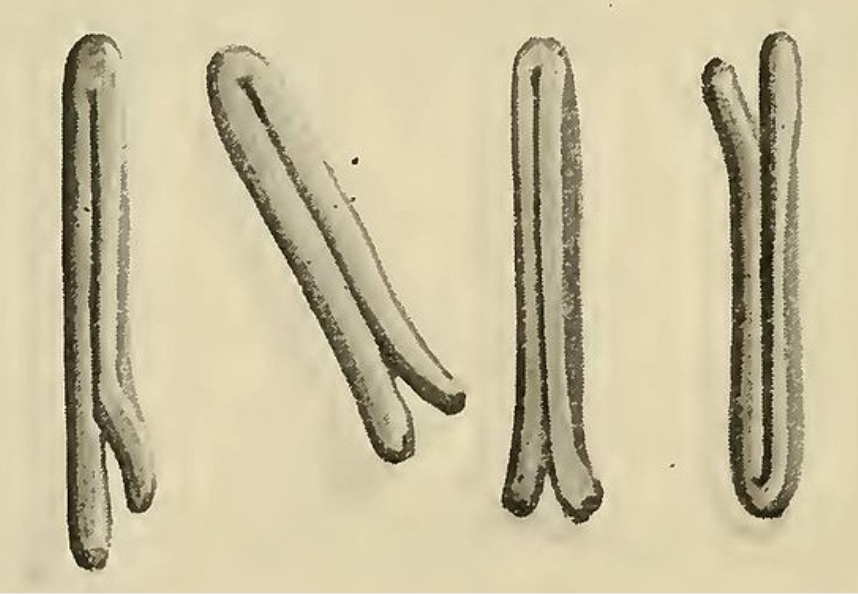
Тавіла

Основу були скотарства (вирощування верблюдів, дрібної рогатої худобти) та посередницька торгівля. Остання приносила скарбниці чималі кошти, оскільки багато шляхів з Аравії йшли до Багаду і Басри через володіння емірату. також важливу роль відігравали порти в Перській затоці. Було розвинено рибальство. Карбувалася власна монета — тавіла, що мала досить незвичну форму.